# Monumento conmemorativo de John Fitzgerald Kennedy
El Monumento conmemorativo de John Fitzgerald Kennedy (en inglés: John Fitzgerald Kennedy Memorial) es un monumento al presidente de EE. UU. John Fitzgerald Kennedy, en el Distrito Histórico de West End del centro de Dallas, Texas (EE. UU.)  Fue diseñado por el arquitecto Philip Johnson y erigido en 1970. Este monumento sencillo, de concreto,  domina una plaza en el centro de Dallas, cerca de donde fue asesinado el presidente. El diseño de Philip Johnson es un "cenotafio" o tumba abierta, que simboliza la libertad de espíritu de Kennedy. El monumento es de base cuadrada, una habitación sin techo, de 30 pies (9 m) de altura y 50 pies (15 m) por 50 pies (15 m) de lado, con dos aberturas estrechas que dan al norte y al sur.